# Jacob Olsen

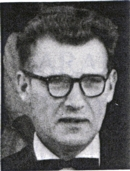
Samuel Jacob Sesanus Olsen.

Samuel Jacob Sesanus Olsen, född 1 oktober 1904 i Sandavágur på Färöarna, död 13 oktober 1994, var en färöisk lärare, författare och översättare. Han var djupt involverad i samhället både på Färöarna och som helhet.

## Biografi
Jacob Olsens var son till fiskaren Joen Peter Pauli Olsen, från Sandavágur och Lisbeth Olsen, född Magnussen, från Leynar.
Olsen arbetade 15 månader i Sandavági och var till sjöss i ett år. År 1923 blev han antagen till lärarutbildningen vid Lärarhögskolan i Tórshavn och tog lärarexamen 1926. I september 1926 anställdes han i Tórshavns skola. Føroya Lærararskúli, årgang 1926. År 1961 blev han viceskoleinspektør i skolan i Tvøroyri och var det tills han gick i pension den 31 oktober 1971.
Mellan 1928 och 1931 var han tillsammans med Sámal Johansen redaktör för Barnablaðið ('Barntidningen'). Mot bakgrund av många barns berättelser publicerade i denna tidskrift, publicerades  1964, med anledning av Jacob Olsens 60-årsdag, boken Nú breddar av Færøsk Lærerforening.
Åren 1932-1933 studerade Jacob Olsen engelska, matematik samt biologi vid Statens Lærerhøjskole. Senare förlängdes studierna i engelska  med ytterligare fyra år. Åren 1957-1958 läste Jacob Olsen en ettårig kurs i engelska, geografi och biblioteksarbete vid Danmarks Lærerhøjskole.
Jakob Olsen var ledamot och ordförande i hälsovårdsnämnden i Froðba. Han var också organist i kyrkan i Tvøroyri i nära 25 år. Under många år var han examinator i skriven engelska i gymnasiet och årskurs 9 och 10. Olsen har gjort flera översättningar mellan engelska, danska, färöiska och norska, bland annat barnboken Kubbin av Anne-Catharina Vestly från norska till färöiska.
Jacob Olsen gifte sig 1933 med Olga Maria, född Hansen. De flyttade till Köpenhamn i början av 1970-talet där han fortsatte med översättningsarbete och gav privatlektioner i engelska till sin död.